# Xché sì!
Xché sì! è il quinto album degli Articolo 31, pubblicato nel 1999. Hanno collaborato artisti quali Carmelo Saez Mendoza (Guapa Loca) e Kurtis Blow (Perché sì!), oltre a membri di Spaghetti Funk, (Gemelli DiVersi, Space One, Chief, Posi Argento).

## Descrizione
Questo album si presenta come una critica contro la TV, come si può capire già dalla copertina dove J-Ax e Dj Jad prendono d'assalto uno studio televisivo, con un rimando alla prima traccia del disco. L'album mostra un cambio di sonorità rispetto ai precedenti: si comincia a sentire la miscelazione dell'hip hop con il pop e la carenza di campionamenti, a beneficio di una realizzazione a computer delle basi.
Perché sì, il brano che dà il titolo al disco, vede la collaborazione con il rapper storico Kurtis Blow. La traccia ripercorre la storia degli Articolo 31, dai tempi in cui non erano famosi fino a quello che sono diventati.
Oltre a Strada di città 2000, che riprende la title track del primo album del duo, e Senza regole, che narra dello stile di vita del rapper J-Ax, il disco pesca da sonorità molto diverse come la canzone italiana anni sessanta in (Tu mi fai cantare) e i ritmi latini (Guapa Loca).
I rappresentanti della Spaghetti Funk compaiono in Il mio consiglio, una sorta di presa in giro ad un Maresciallo la cui voce è quella di Sergio Rubini e Luna Park mentale con Posi Argento. Se ti muovi è l'unico brano dove la base non è stata realizzata da Dj Jad ma dal produttore Franco Godi.
Nel disco sono presenti alcuni intermezzi dove Ax, assieme ad altri personaggi famosi e non, prestano la loro voce per creare diversi personaggi che introducono la canzone successiva.
Nel 2012 il disco viene ristampato in CD per la collana "Tutta Scena" di Sorrisi e Canzoni, con l'aggiunta di una traccia bonus.

## Tracce
1. (L'irruzione) – 1:33
2. Perché sì! (feat. Kurtis Blow) – 3:52
3. Strada di città 2000 (feat. Chief, Mia Cooper) – 4:15
4. Senza regole (feat. Bengi (Ridillo)) – 5:27
5. Donna facile – 3:57
6. Tu mi fai cantare (feat. Paolo Brera (Xsense)) – 4:20
7. Guapa loca (feat. Carmelo Saenz Mendoza) – 4:32
8. Il mio consiglio (feat. Thema, Grido (Gemelli DiVersi)) – 6:46
9. Cattivo gusto – 5:00
10. Raptuz rock (feat. Mia Cooper) – 3:06
11. Se ti muovi – 4:22
12. Il motivo (feat. Strano (Gemelli DiVersi)) – 4:50
13. Luna park mentale (feat.  Posi Argento) – 4:01
14. Stella sola (feat. Francesca Touré) – 4:04
15. Ouh! (feat. Space One) – 4:50
16. Fino in fondo – 4:09
17. (La bocca della verità) – 0:51
18. Sulla stessa corsia (feat. Mia Cooper) – 4:39

Traccia bonus nell'edizione CD "Tutta Scena"
1. Un'altra cosa che ho perso (versione acustica) (Bonus Track)

## Crediti
Articolo 31
- J-Ax - voce
- DJ Jad - giradischi, programmazione, scratch (tracce 10, 16)

Altri musicisti
- Kurtis Blow - rapping (traccia 2)
- Giacomo Godi (Xsense) - pianoforte (traccia 2, 5, 7), tastiera (traccia 4), Hammond (traccia 18)
- Fausto Cogliati - direzione orchestra (tracce 1 e 17), chitarra (tracce 3, 7), talk box (traccia 4)
- Chief - rapping (traccia 3)
- Mia Cooper - voce (tracce 3, 18), rapping (traccia 10)
- Bengi (Ridillo) - voce (traccia 4)
- Nadia Biondini - cori (tracce 5, 12)
- Angela Baggi - cori (tracce 5, 6)
- M. Rosen, U. Marcandalli, B. Piazza - fiati (tracce 5, 11)
- Paolo Brera (Xsense) - voce (traccia 6), chitarra (traccia 16)
- Lalla Francia - cori (traccia 6)
- Monica Magnani - cori (traccia 6)
- Carmelo Saenz Mendoza - voce (traccia 7)
- Franco Godi - chitarra (traccia 7), pianoforte (traccia 14)
- Thema - rapping (traccia 8)
- Grido - rapping (traccia 8)
- DJ Wladimiro - scratch (traccia 10, 16)
- Branca (Xsense) - basso (traccia 12)
- Strano - voce (traccia 12)
- Posi Argento - rapping (traccia 13)
- Francesca Touré - voce (traccia 14)
- Space One - rapping (traccia 15)
- Cristiano Bottai - batteria e piatti (UFIP) (traccia 16)
- Davide Andreoli - voce insert (traccia 16)

Personaggi
- Roberta Cardarelli - conduttrice (traccia 1)
- Pacio e Umbi - se stessi (traccia 1)
- Pao-Pei - regista TG (traccia 1)
- J-Ax - Scribano Scribani (traccia 4), vari personaggi (traccia 15)
- Viki e Umberto Zappa - loro stessi (traccia 4)
- Sergio Rubini - Maresciallo Capperi (traccia 8, 17)
- Paoletta - Lella Smolleri (traccia 9)
- Albertino - Ipocrito Corretti (traccia 9)
- Space One e Viki - voci di presentazione (traccia 13)
- Marco Maccarini - Marco Tendenza (traccia 15)
- Space One - buttafuori Oronzo, vari personaggi (traccia 15)